# Киевская офицерская добровольческая дружина генерала Кирпичёва
 Киевская офицерская добровольческая дружина генерала Кирпичёва  — воинское подразделение времён Гражданской войны, созданное осенью 1918 года в Киеве как русское добровольческое формирование, ставшее основой Сводного корпуса Национальной гвардии Украинской державы гетмана Скоропадского. Прекратила существование 14 декабря 1918 года после взятия Киева войсками УНР. Часть дружины попала в плен и была убита, небольшая группа офицеров дружины выбралась из Киева и присоединилась к силам Белого движения.

## Создание
Сформирована как русская добровольческая дружина по инициативе генерала Кирпичёва и группы офицеров, не желавших служить в армии Скоропадского, осенью 1918 в Киеве в составе Сводного корпуса Национальной гвардии. Была его основной частью. 

## Состав и численность
Делилась на 5 действующих пехотных отделов и 3 резервных, один инженерный и конный отряд. Резервные отряды оформиться не успели. Численность русских офицерских дружин (дружина Кирпичёва и особый корпус генерала Буйвида) при Скоропадском достигала от 2 до 3—4 тысяч человек.

## Командование

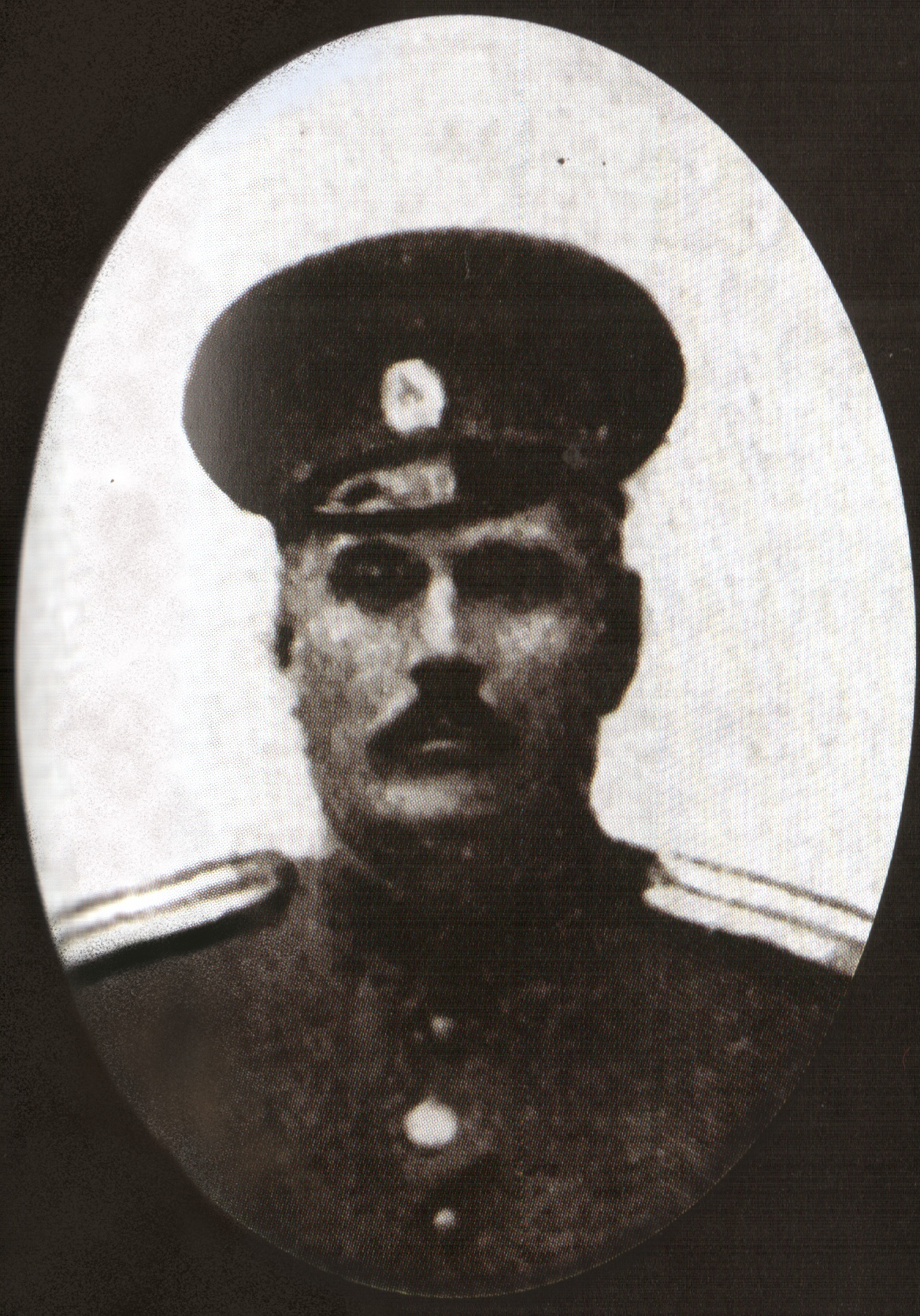
Командир 4-го отдела Киевской офицерской добровольческой дружины генерала Кирпичёва полковник Ф. В. Винберг.

- командир полка — генерал Л. Н. Кирпичёв
- начальник штаба — генерал-майор Л. Г. Давыдов
- командир 1-го отдела — генерал-майор Иванов
- командир 2-го отдела — полковник В. С. Хитрово
- командир 3-го отдела — полковник С. Н. Крейтон
- командир 4-го отдела — полковник Ф. В. Винберг
- командир 5-го отдела — полковник А. П. Гревс
- заведующий хоз. частью — полковник А. Н. Линевич

## Участие в боевых действиях
Дружина обороняла Киев от петлюровских войск на подступах к городу в ноябре-декабре 1918 года. 

## Дальнейшая судьба офицеров дружины
Со вступлением в Киев петлюровских войск многие участники дружины были арестованы и убиты. 
Историк С. В. Волков о судьбе некоторых офицеров дружины генерала Кирпичёва пишет следующее:

Когда немцы отказали гетману в поддержке, петлюровцам, сжимавшим кольцо вокруг Киева, противостояли только русские офицерские отряды, членов которых часто ждала трагическая судьба. Тяжелейшее впечатление произвело, в частности, истребление в Софиевской Борщаговке под Святошиным подотдела (взвода) 2-го отдела дружины Кирпичёва (из которых 5 человек было убито на месте и 28 расстреляно, причём трупы их были изуродованы крестьянами): «На путях собралась толпа, обступили открытый вагон: в нём навалены друг на друга голые, полураздетые трупы с отрубленными руками, ногами, безголовые, с распоротыми животами, выколотыми глазами... некоторые же просто превращены в бесформенную массу мяса». «Киев поразили как громом плакаты с фотографиями 33 зверски замученных офицеров. Невероятно истерзаны были эти офицеры. Я видела целые партии расстрелянных большевиками, сложенных как дрова в погребах одной из больших больниц Москвы, но это были всё — только расстрелянные люди. Здесь же я увидела другое. Кошмар этих киевских трупов нельзя описать. Видно было, что раньше чем убить, их страшно, жестоко, долго мучили. Выколотые глаза; отрезанные уши и носы; вырезанные языки, приколотые к груди вместо георгиевских крестов, — разрезанные животы, кишки, повешенные на шею; положенные в желудки еловые сучья. Кто только был тогда в Киеве, тот помнит эти похороны жертв петлюровской армии».

Группа офицеров дружины во главе со штабс-ротмистром лейб-гвардии Гусарского полка В. М. Леонтьевым оказалась позднее в составе 3-го полка Ливенского отряда.